# Tövis (település)

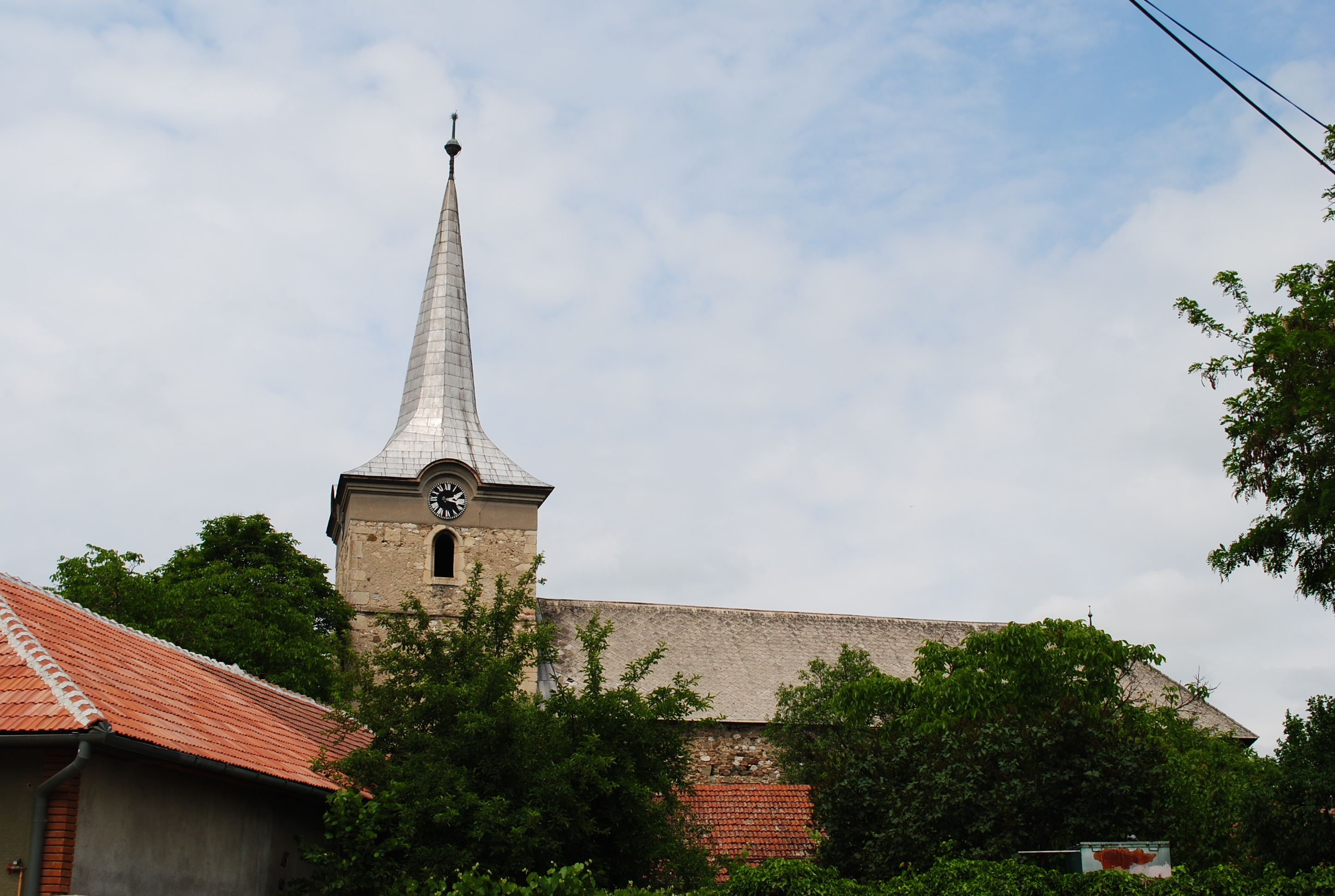
Református templom

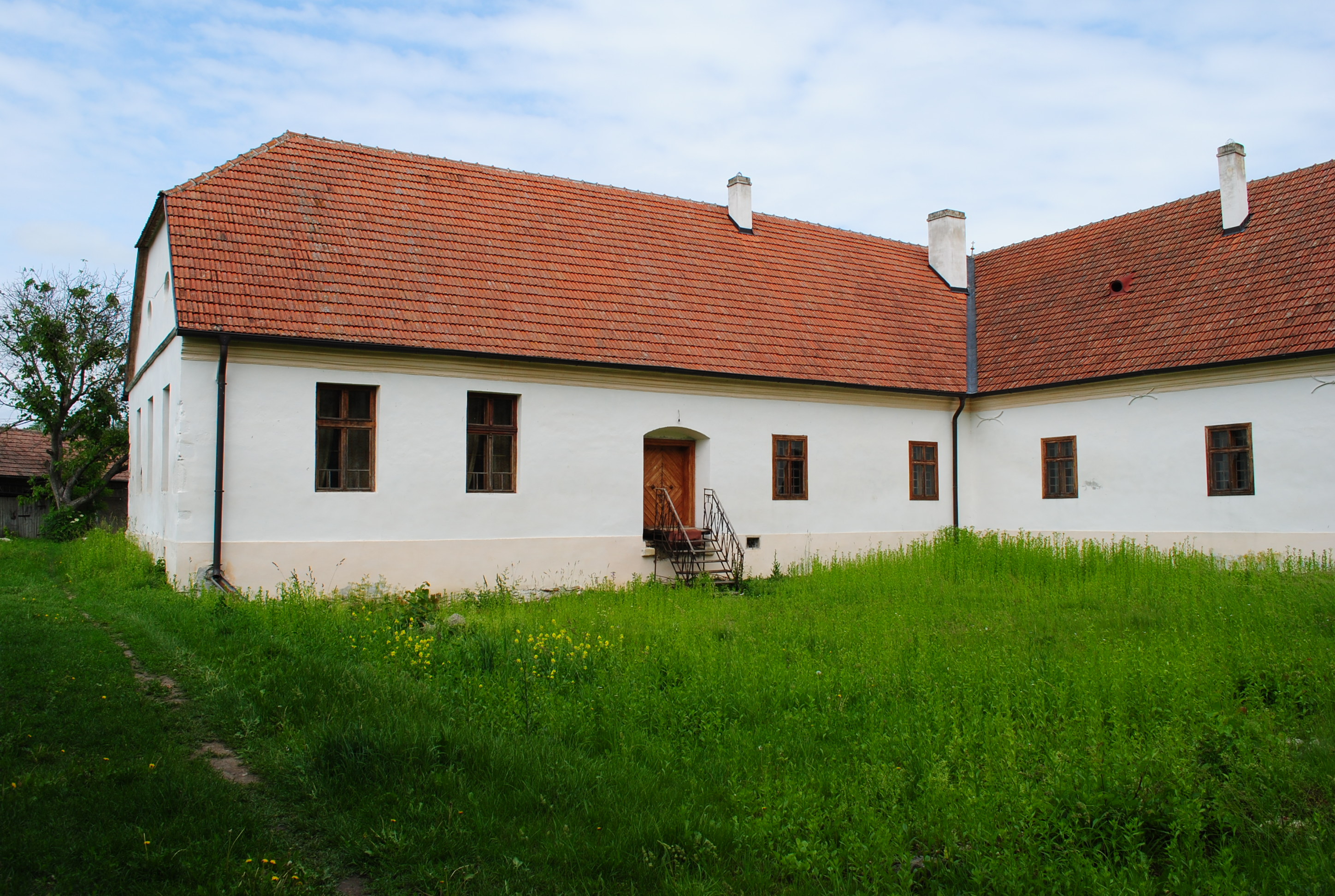
A kolostor

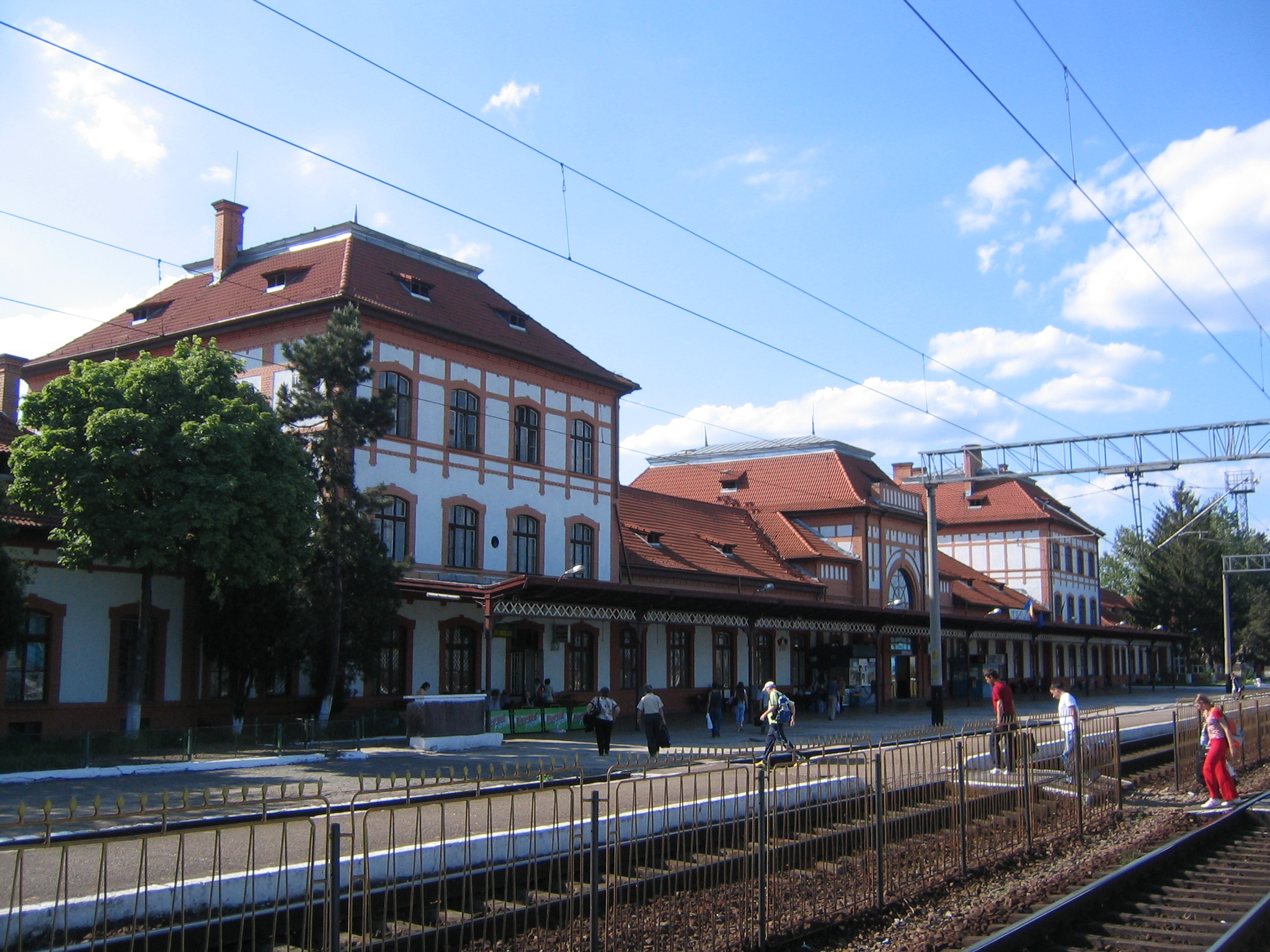
A tövisi pályaudvar

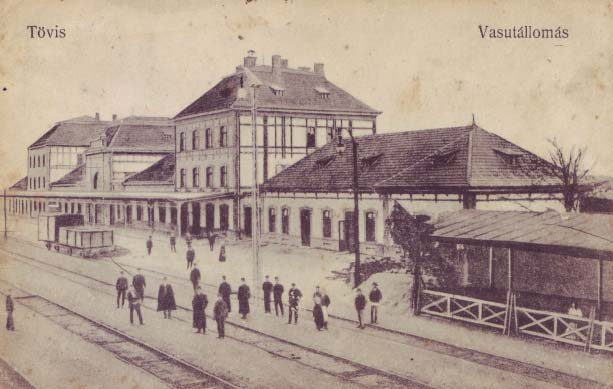
A pályaudvar 1918 előtti képeslapon

Tövis (románul: Teiuș, népi ejtés szerint Teuș, németül: Dreikirchen) város Romániában, Erdélyben, Fehér megyében.

## Nevének eredete
Neve a magyar tövis közszóból származik. Román neve népetimológiás, a teiuș jelentése 'hársfaliget'. Német neve három templomára (a reformátusra, a ferencesre és az ortodoxra/görögkatolikusra) utal és a 17. századnál nem régebbi. Johannes Honterus 1532-es térképén német neve még Dornen ('tövis'). Első említésekor, 1269-ben neve még Ratka, amely szláv személynévből vált helységnévvé. Mai neve először 1293-ban jelenik meg, az erdélyi vajda innen kibocsátott oklevelében: Thywes, majd 1294–95-ben már latinul is: Spinarum ('tövis', többes szám birtokos esetben). Egy 1410-ben kiadott oklevél korábbi neveként a Kokka nevet adja meg. 1933 után lakói pert indítottak, hogy ne nevezzék el Ion Gheorghe Ducának a meggyilkolt miniszterelnökről.

## Fekvése
Gyulafehérvártól 17 km-re északra, a Küküllő Marosba ömlésétől négy km-re északnyugatra, a Diódi-patak két partján fekszik. 4456 hektáros határának 62%-a szántóföld, 17%-a legelő.

## Népessége
- 1733-ban nyolcvan, görögkatolikusként számba vett román család lakta.
- 1760–62-ben már 120 ortodox és csak 41 görögkatolikus családot írtak össze.
- Református közössége 1766-ban, Diódváraljával, Bélddel és Alsóorbóval együtt 72 férfit és 51 asszonyt számlált.
- 1786-ban összlakossága 838 fő volt.
- 1850-ben 1741 lakosából 1134 főt írtak össze román, 420-at magyar, 123-at zsidó, 24-et cigány, 12-t szász és 11-et német nemzetiségűként; 1161 volt görögkatolikus, 274 református, 168 római katolikus, 123 zsidó és 13 evangélikus vallású.
- 1910-ben 3589 lakosából 1851 volt román, 1547 magyar, 140 főleg cigány és 32 német anyanyelvű; 1913 görögkatolikus, 833 református, 485 római katolikus, 140 zsidó, 119 ortodox, 64 unitárius és 35 evangélikus vallású.
- 2002-ben 6378 lakosából 5483 volt román, 565 cigány és 324 magyar nemzetiségű; 4807 ortodox, 1110 görögkatolikus, 246 református és 69 római katolikus vallású.

## Története
A középkorban szász lakosságú mezőváros és a marosi sószállítás egyik állomása volt. 1269 és 1440 között a Diódi család birtoka volt. Az erdélyi vajda gyakran bíráskodott itt és bocsátott ki innen okleveleket. A Diódiak kihalása után Hunyadi János szerezte meg. 1445-ben ispotálya volt. Mátyás 1464-ben szabad királyi városi jogokkal ruházta fel, de 1481-től ismét oppidumként említik. Várát és uradalmát először a Tövisi család, majd kihalásuk után a dengelegi Pongrácz család, 1515-ben már a Balassák bírták. Balassa Imrét 1540-ben felségárulásért vagyonvesztésre ítélték, ezután az uradalmat több nemesi család között osztották föl. 1564-ben itt volt a székhelye az erdélyi románok első református püspökének, Szentgyörgyi Györgynek. Báthory Zsigmond 1595-ben bánáti szerbeket telepített be és számukra ortodox püspökséget alapított. 1602. július 2-án itt győzte le Basta császári serege Székely Mózes erdélyi seregét. 1603-ban Basta katonái feldúlták, lakói java részét legyilkolták, várát lerombolták. Az 1658-as tatár betörés ismét elpusztította. Apafi 1665-ben szerbeket és románokat telepített az uradalomba Borosjenő vidékéről és kiváltságokkal látta el őket. 1668-ban erdélyi országgyűlés helyszíne volt. 1687-ben az Erdélyben állomásozó császári csapatok telelőhelyéül jelölték ki. 1704-ben a kurucok égették föl. 1755-ben vagy 56-ban a Gubernium katolikus iskolát szervezett a görögkatolikussá áttért román és a római katolikussá áttért magyar lakosság számára. 1764 és 1851 között az Erdély területén elszórt határőr huszárezred II. zászlóaljának székhelye volt, lakói egy része huszárként szolgált.
Fejlődése 1871-ben lendült meg, amikor vasúti csomóponttá vált – itt találkozott egymással a Maros völgyében haladó Magyar Keleti Vasút és a Kolozsvárt Brassóval összekötő Első Erdélyi Vasút. Ugyanezen évben gyógyszertár is nyílt benne. Lakossága a következő három évtizedben másfél–kétszeresére nőtt. Zsidó közössége 1897-ben zsinagógát épített, amelyet 1986-ban, az ún. „szisztematizálási program” keretében (sok más tövisi épülettel együtt) lebontottak. 1908-ban egy újonnan szervezett járás székhelyévé lették. Az 1910-es években egy tízszobás szállodája és tíz vendéglője működött. 1954-ben középiskolát alapítottak benne. 1985-től cukorgyára működött, ami az 1990-es években bezárt.
1994-ben kapott városi címet.

## Látnivalók
- Református temploma 1293 előtt épült a település plébániatemplomaként. Tornya későbbi, gótikus stílusú. A város 1603-as pusztulása után az addig háromhajós templom mellékhajóit lebontották. 1701 után a katolikus Apor István építette újra református felesége számára. Kazettás mennyezetét 1777-ben Zeyk Dániel készíttette. A templomot kőfal keríti, a templomkert temetőként is szolgált. Miske József és Fronius Karolina 1822-es sírján sírvers olvasható.
- Az eredetileg ferences római katolikus templomot és a mellette álló kolostorépületet Hunyadi János építtette 1442 és 1449 között a törökök ellen vívott marosszentimrei csata emlékére. Az építkezést irányító brassói Lapicida Konrád munkájáért 1455-ben Sárkány birtokának felét kapta. A gótikus templomot és kolostort erőd vette körül. A ferences kolostor mellett 1501-től az 1550-es évekig apácaház is létezett Tövisen. A kolostor lakója, a ferences Nyújtódi András fordította le az apácakolostorban élő testvére, Judit számára 1526-ban Judit könyvét, amelynek kézirata a Székelyudvarhelyi kódexben maradt fenn. A ferenceseknek 1551-ben kellett elhagyniuk. Később, 1593 Báthory Zsigmond visszahívta a minorita ferenceseket, de a protestáns lakosság 1601-ben ismét elzavarta őket. 1603-ban Giorgio Basta katonái elpusztították az erődítményt, melynek emléke a városrész Coștei/Kastély nevében máig fennmaradt. 1615 után még éltek a városban katolikusok, mert ekkor Bethlen Gábor biztosította számukra a templom használatát. A templomot és a kolostort romjaiból Apor István építette újra 1701-ben – utóbbit az eredeti kétszintes helyett csak egyszintesre. Apor pálosokat hívott a kolostorba, akik 1786-ig, a rend feloszlatásáig lakták. Eredeti a templom csúcsív es diadalíve és nyugati, pálcatagos kapuzata, a kapu felett az alapító felirattal: „anno dni MCCCCXXXXVIII johannes de huny / ad rg-i  hu gubr”. A hajó déli és északi falában ugyancsak eredeti, mérműves ablakok láthatók. A templom két középkor végi sírkövet őriz: Dengelegi Pongrác Jánosét 1477-ből és a Zay családét 1479-ből. Ugyancsak itt helyezték el azt a középkori kőkeresztet, amelyet a historia domus szerint a Marosból fogtak ki és 1937-ig, az új görögkatolikus (ma ortodox) templom építéséig a főtéren állt, egy nyitott kápolnában. Mai neogótikus berendezése 1895-ben készült. A mellékoltárokon Körösfői-Kriesch Aladár festményei: Szent László 1898-ból és Szent István 1907-ből. A kolostorépületben 1885 és az első világháború között állami, magyar tannyelvű iskola működött.
- Görögkatolikus (a 18. század első feléig ortodox) templomát 1586 és 1598 között Rácz Péter, Báthori István követe a portánál, és annak felesége, Zamfira emeltette. A kapu fölött a kőbe vésett, ószláv nyelvű alapító felirat Rácz Mihály nevében szól, mellette a galgói Rácz család címere látható. Miután Rácz Péter elesett a sellenberki csatában, a templomban temették el. A templomot 1810-ben kelet felé, a korábbi oltár irányában nyolc méterrel meghosszabbították és a hajó egészét átépítették. A torony korábbi faerkélyét 1885-ben cserélték le kőfalra. A régi hajó falán fennmaradt belső festése, amelyet a 18. század első felében egy resinári mester készített. Mai ikonosztázát 1985-ben állították fel.

## Közlekedés
Erdély egyik legfontosabb vasúti csomópontja.

## Híres emberek
- Itt töltötte 1455 karácsonyát Kapisztrán Szent János.
- Itt született 1881. november 18-án Gruzda János, az „erdélyi tél festője”.
- Itt született 1885. április 4-én Székelyhidy Ferenc operaénekes, a Magyar Állami Operaház örökös tagja.
- Itt született 1900. augusztus 29-én Mátéffy Géza kisgazda politikus.
- Itt született 1925. február 21-én László János kutató orvos, egyetemi tanár.

## Testvértelepülései
- Chaponost, Franciaország
- Arnemuiden, Hollandia
- St. Vith, Belgium

## Képek

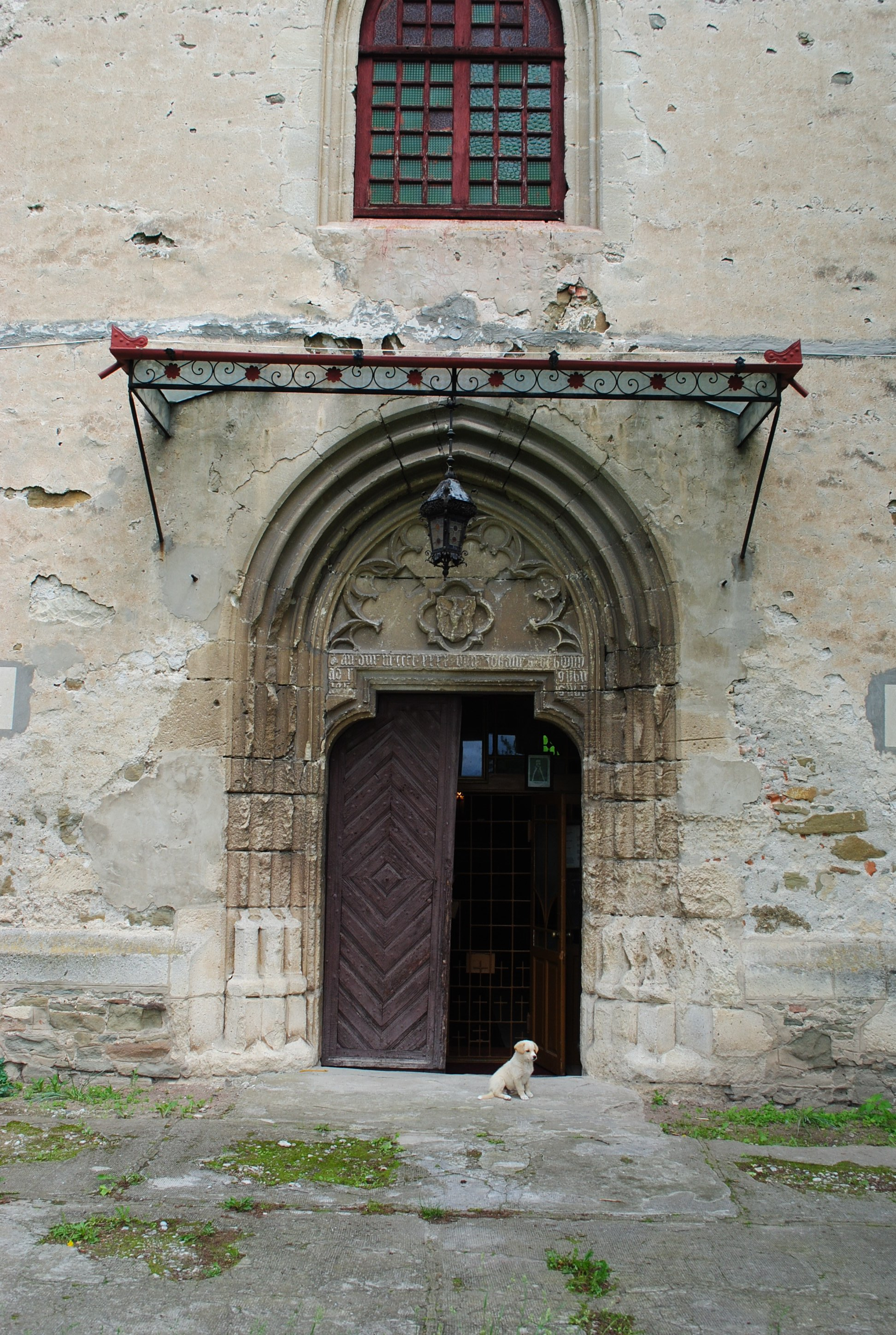
A római katolikus templom nyugati kapuzata
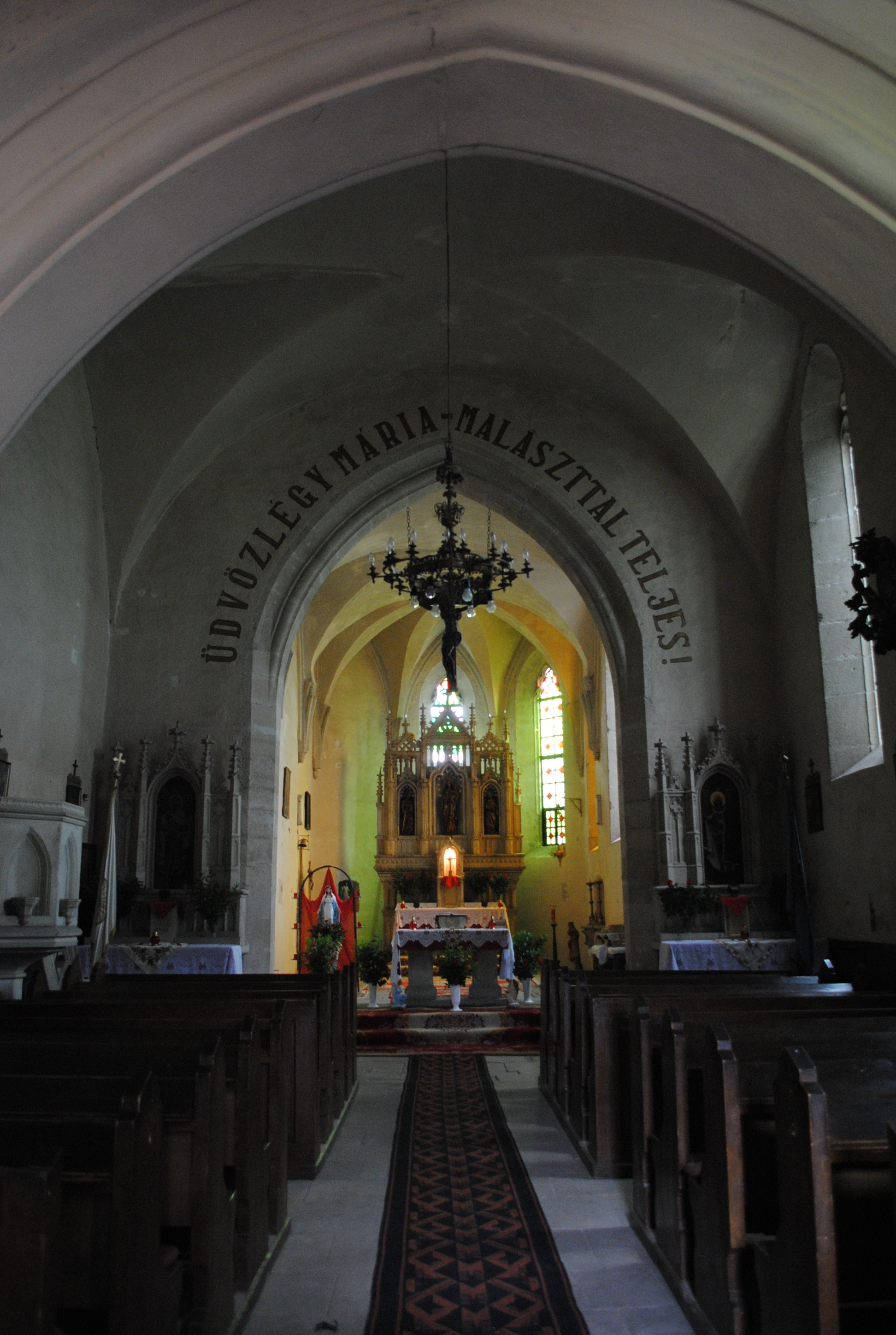
A római katolikus templom belülről
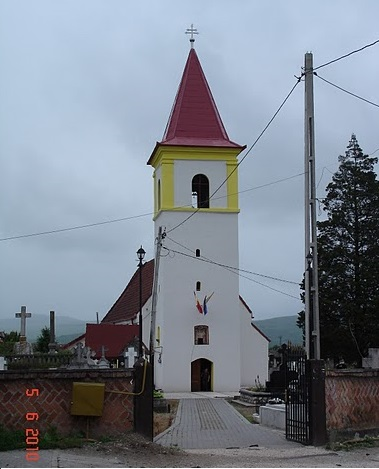
A görögkatolikus templom
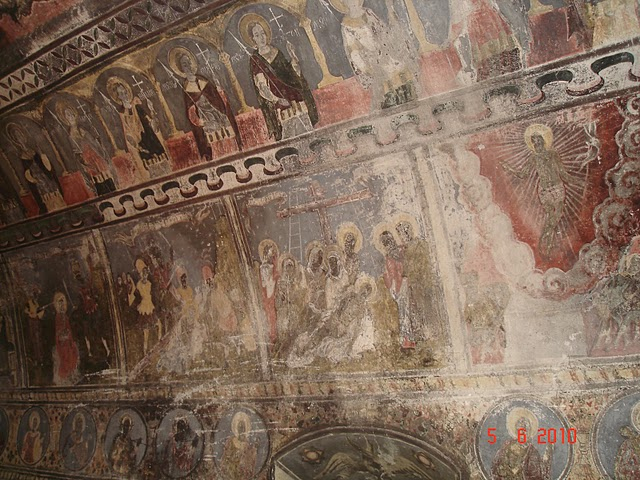
Részlet a görögkatolikus templom belső festéséből